# Starý Vítkovský tunel

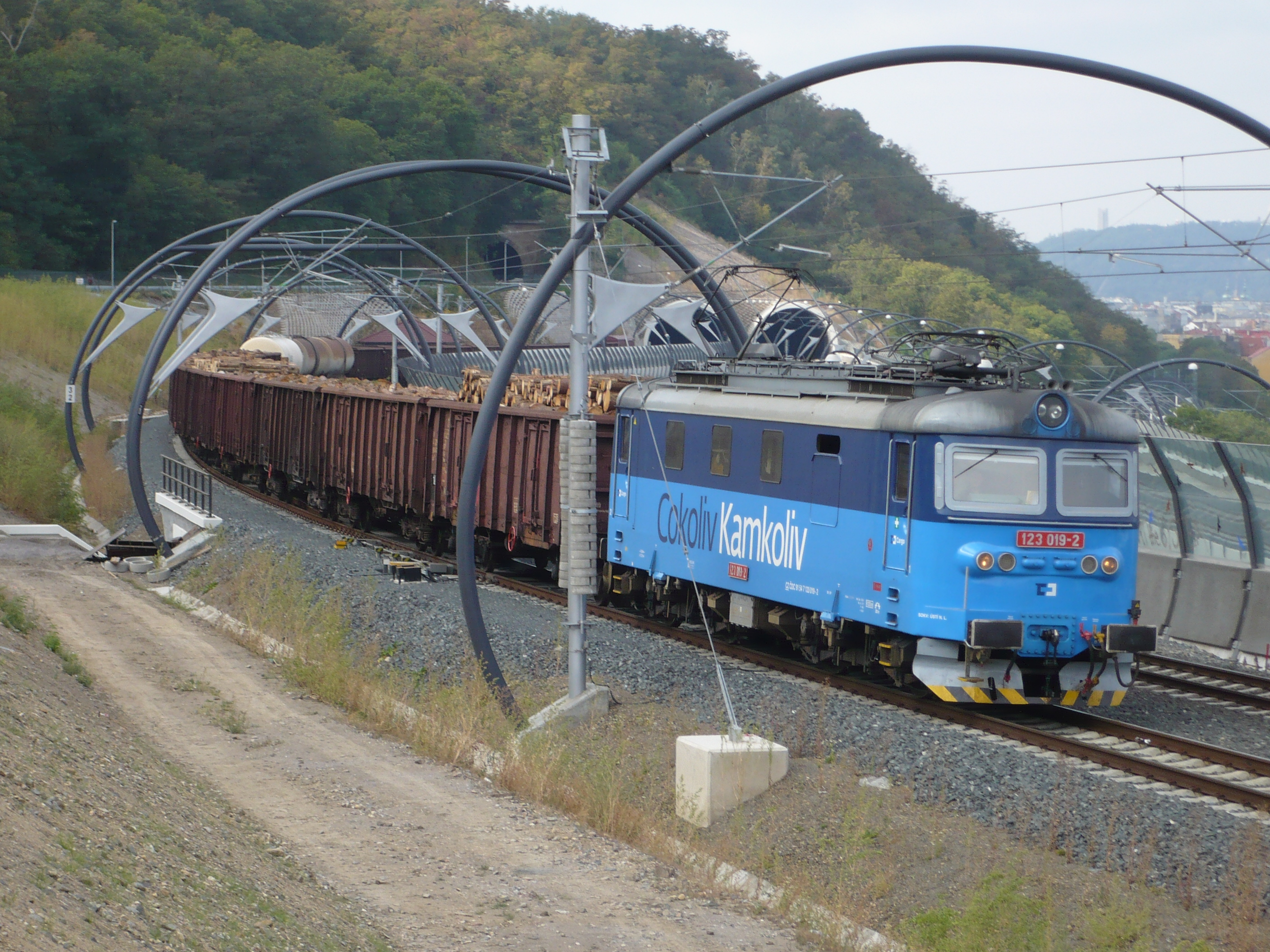
Portály tunelů na východní straně vrchu Vítkov. Portál starého tunelu je viditelný v levé části obrázku, nad zadní částí prvního vagonu vlaku

Starý Vítkovský tunel v Praze na Žižkově i s tzv. Vítkovskou tratí, na které leží, byl postaven mezi stanicemi Praha hlavní nádraží a Praha-Vysočany v letech 1870–1872 jako součást Turnovsko-kralupsko-pražské dráhy (TKPE). 1. září 2008 byla otevřena přeložka trati a do roku 2010 byla většina staré trati včetně tunelu přebudována na cyklostezku. V prosinci 2014 byl tunel oficiálně pojmenován Starý vítkovský tunel; návrh podala radě hlavního města Technická správa komunikací, která jej připravila ve spolupráci s místopisnou komisí a městskou částí Praha 3.

## Vítkovská trať
Od hlavního nádraží vedla vítkovská trať po jižním úbočí Vítkova, u západního konce Kališnické ulice se zanořovala do tunelu a vycházela na druhé straně kopce nad karlínskou Invalidovnou do výhybny Vítkov. Z důvodu směrových poměrů po této trati některé z vlaků nemohly jezdit. Trať byla jednokolejná, ale tunel byl stavebně dvoukolejný. Tunel je dlouhý 270 m. V roce 1926 byla postavena spojka do stanice Praha-Libeň a později elektrizována. Od osmdesátých let byla z odbočky Rokytka umožněna jízda tzv. Holešovickou přeložkou do stanice Praha-Holešovice.

## Zrušení trati a vybudování cyklostezky
Po zprovoznění nových vítkovských tunelů, které jsou součástí tzv. Nového spojení dne 1. září 2008, byla ke stejnému datu Vítkovská trať zrušena a budova vítkovské výhybny zbořena.
Původně se počítalo se zazděním tunelu, později bylo dohodnuto přebudování trati včetně tunelu v cyklostezku.
Radní Radovan Šteiner 30. září 2006 o tunelu řekl: „Měl by sloužit jako kapacitní cyklostezka, téměř cyklistická dálnice v tunelu. Hlavní město Praha je připraveno převzít tento starý tunel do své správy a zajistit provoz a údržbu. Takže Nové spojení bude mít i velký význam pro cyklisty.“ Cyklostezka na tělese zrušené trati byla stavebně dokončena v polovině roku 2010, kvůli majetkovým a správním sporům a průtazích kolaudací však byla zpočátku užívána jen neoficiálně a tunel byl dokonce od června až cca do října znepřístupněn vysokými betonovými zábranami a označen zákazem vstupu. V listopadu již byla zábrana odsunuta a značka zákazu vstupu nahrazena značkou stezky pro chodce a cyklisty, ačkoliv kolaudační řízení nebylo úspěšné. Ke kolaudaci nakonec došlo na jaře roku 2011.

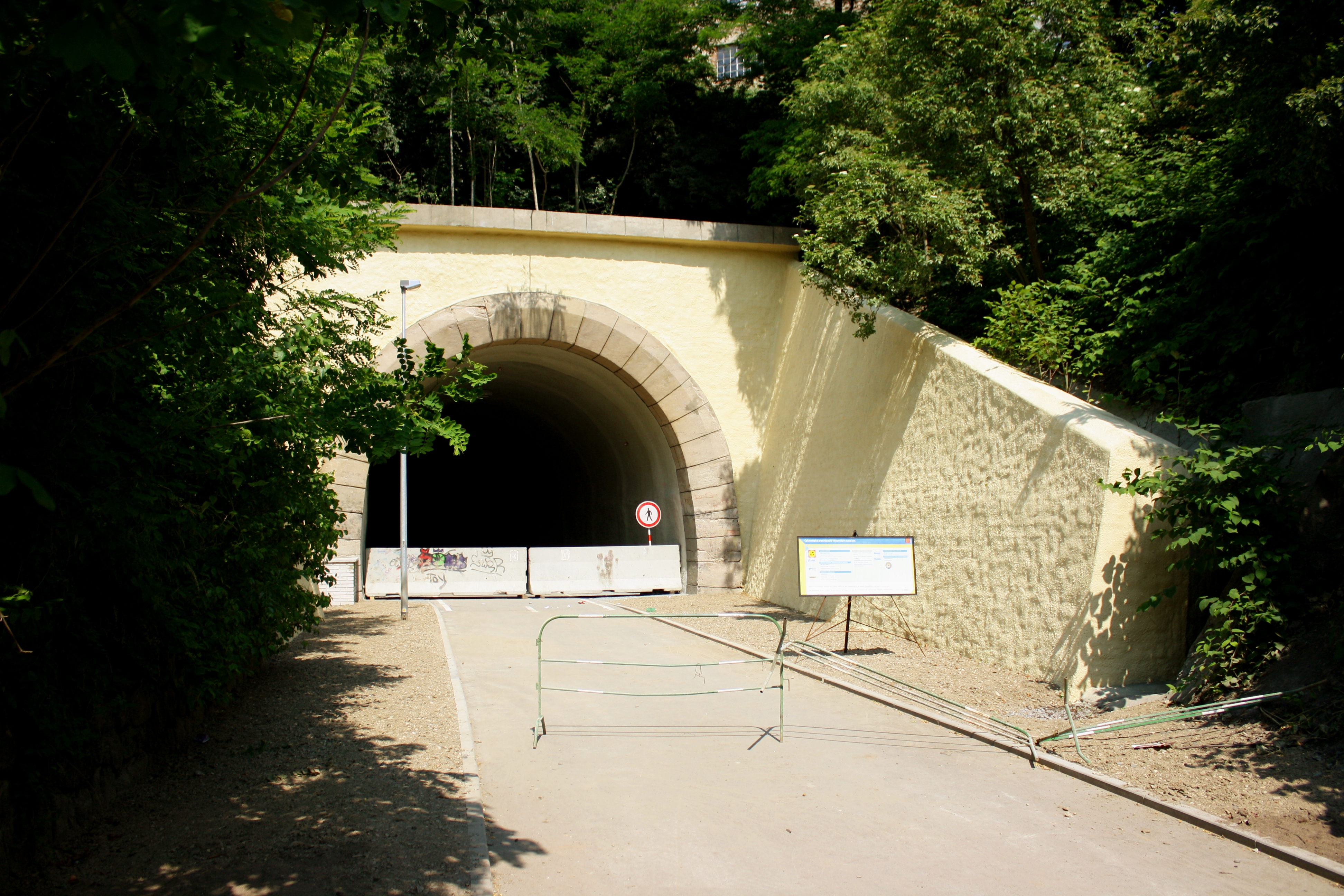
Žižkovský portál tunelu po přebudování na cyklostezku, která je těsně před dokončením, 26. června 2010: tunel je zatím znepřístupněn zábranami. Navzdory tomu jej v hojném počtu užívají cyklisté, bruslaři i chodci.
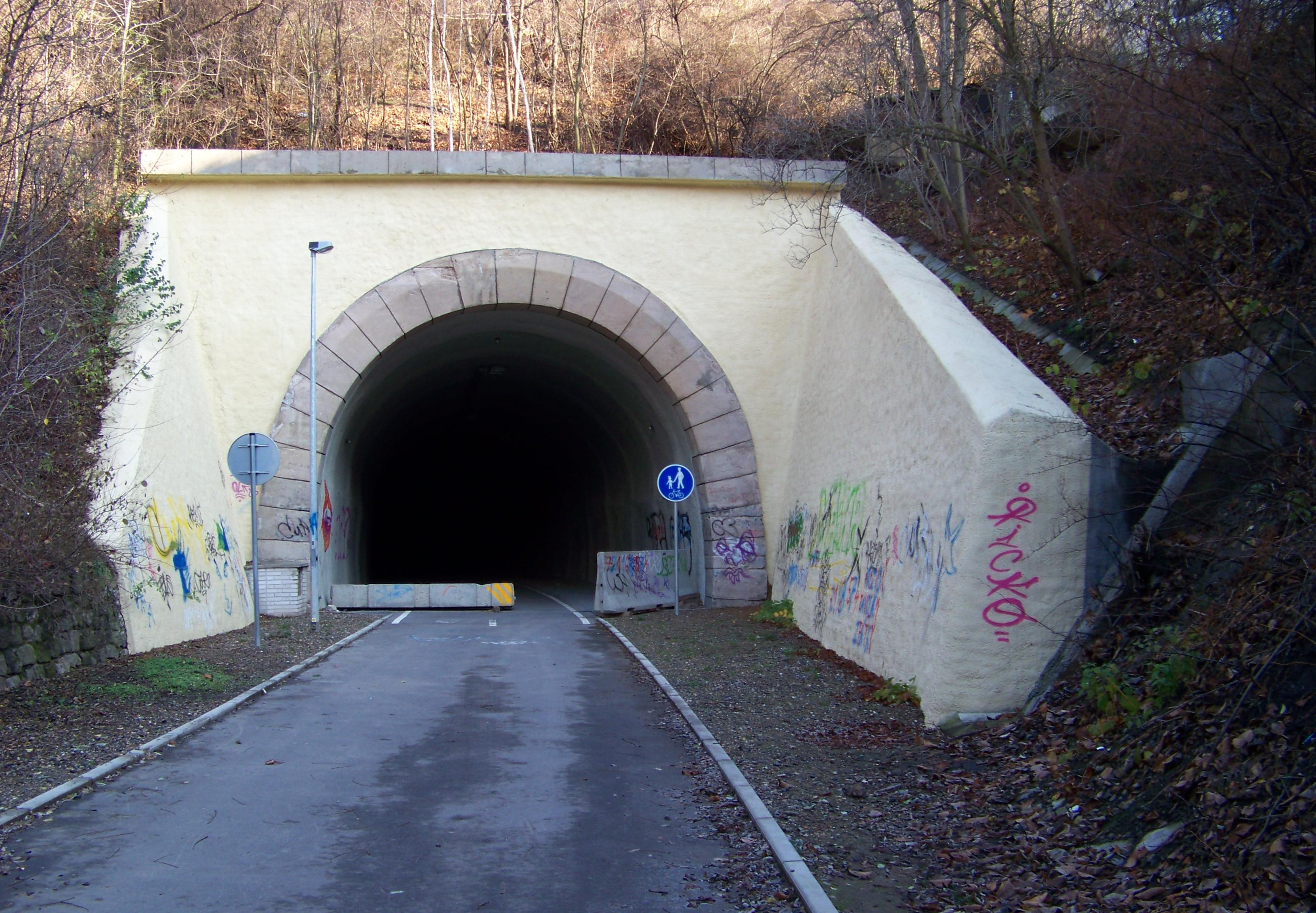
Totéž místo 25. listopadu 2010: jedna zábrana je odsunuta a druhá položena, zákazovou značku nahradila značka stezky pro chodce a cyklisty. Tunel však stále není zkolaudován a osvětlení nesvítí.
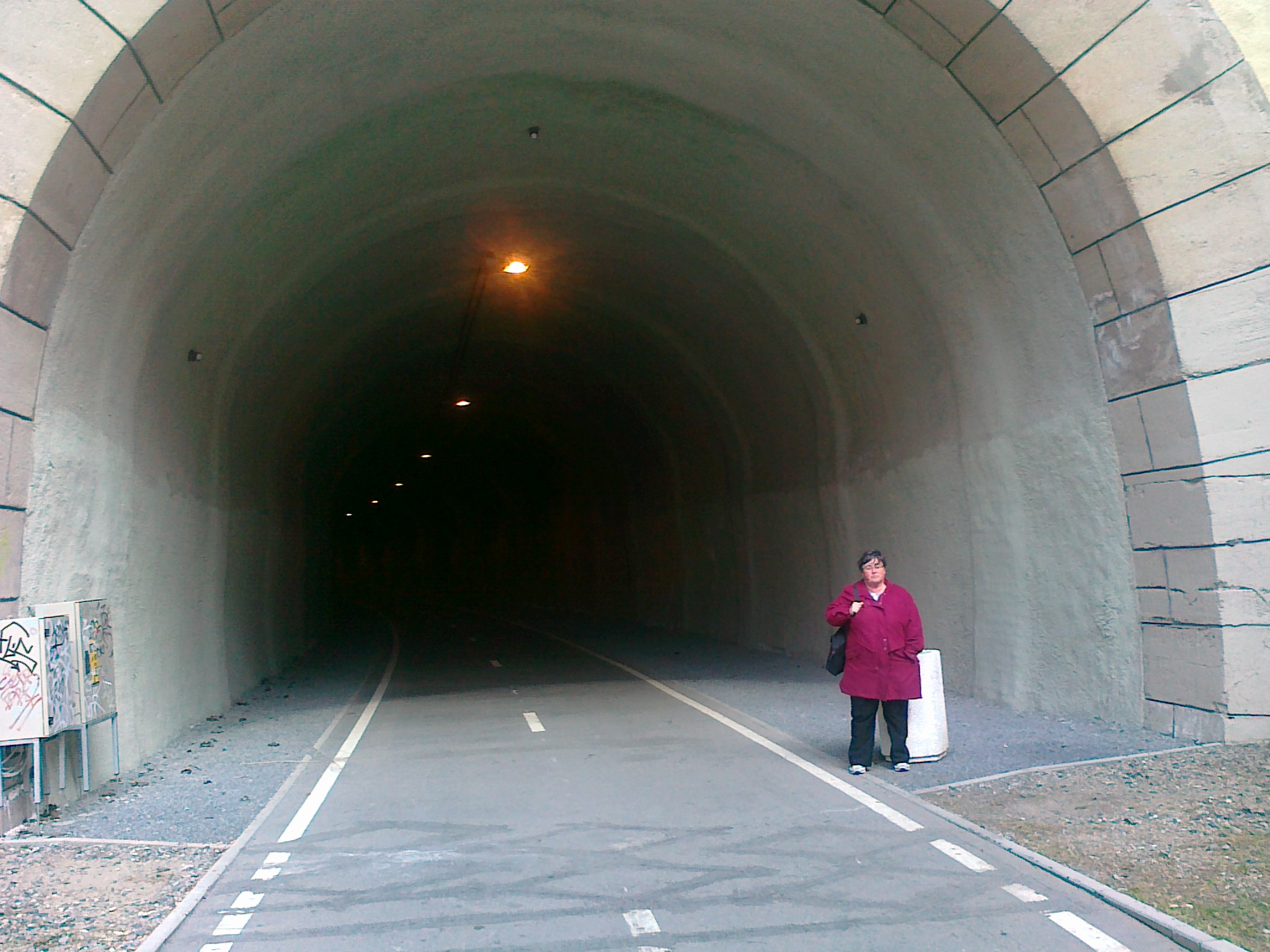
Vítkovský tunel, osvětlen (duben 2012)